# Szentgyörgyi János
Szentgyörgyi János (? – 1467 után) középkori magyar főúr, erdélyi vajda, akit Mátyás király rendszerint egyszerűen csak Gróf (comes) Jánosnak nevezett.
Bazini és Szentgyörgyi György gróf koronaőr fia. A Mátyás király és Frigyes császár közti küzdelemben 1459-ben ő is, mint atyja, a császárral szövetkezett, de utóbb Mátyás királyhoz pártolt, és az 1460-as évek elején Erdély vajdájává tették. 1463 márciusában az Erdély követei jelenlétében tartott tolnai országgyűlés a török ellen fölállíttatni rendelvén az úgynevezett közhadsereget (lat. exercitus generalis), Mátyás király még ebből gyűlésből elküldte Erdélybe Szentgyörgyit a hozott végzések végrehajtására. Szentgyörgyi haza érkezése után mind a három nemzet rendeit gyűlésre hívta össze, amely nagyobb ajánlatot tett, mint amennyit a tolnai gyűlés kívánt. Míg ugyanis a tolnai végzések szerint a nemesi fölkelésen kívül minden nemes embernek tízen felül lévő minden tíz jobbágyából csak egyet kellett magával vinnie, addig Erdélyben minden jobbágy tehetségéhez mért fegyverrel köteleztetett megjelenni a közfelkelésen, s csak egyötödük maradhatott otthon a megye védelmére. 
1467-ben Mátyás király Erdélyre is kiterjesztette a királyi kincstári adót (lat. tributum fisci regalis) és a koronavámot (lat. vectigal coronae), mely közelégületlenség forrása lett az új adó alá esendők között. Erdélyszerte nagy izgatás indult meg a «zsarnok» fejedelem ellen. A mozgalom élén farnosi Veres Benedek, Geréb Péter szász ispán és Zsúki László állott, kik pártfeleikkel együtt bejárták az országot, lázadásra bujtogató párhuzamot vonva a zsarnok Mátyás és a békekedvelő, atyáskodó kormányzatú Szentgyörgyi vajda között. A magyarok és szászok ezen egyesülése egyenesen a koronától való elszakadást vette célba. Szentgyörgyit akarták királlyá tenni a beavatottak, kik ideiglenes kormányt is szerveztek az ország főuraiból s ezeknek 1467. augusztus 18-án fegyveres oltalmat esküdtek. A fegyverre kelés azonban, a vezetők tehetetlensége miatt, nagy zajjal ugyan, de vontatva ment, úgyhogy még csak az előkészületeknél voltak, mikor Mátyás 8000 lovas és 4000 gyalog élén köztük termett. A lázongók csapatai «mintha tüzes mennykő csapott volna közéjük – írja Petrus Ransanus –  szétszaladtak», szidván a vajdát, hogy ily bajba keverte őket. Ekkor a királyjelölt Szentgyörgyi hirteleni elszánással egy meglepő lépésre határozta el magát. Bűnbánólag borult le egész kíséretével együtt a király előtt, bízva ennek nagylelkűségében és politikai belátásában. Szentgyörgyi ezzel elárulta pártját, de megmentette a maga életét. Mindössze csak vajdai méltóságát vesztette el, de egyébként épp oly kevéssé bűnhődött, mint testvére Zsigmond, aki szintén tagja volt az ideiglenes kormánynak. Mátyás, akinek a megtért vajdától a szégyenletes kudarc után nem volt oka tartani, készséggel megbocsátott a levert egyénnek, de az országa épségének megbontására vállalkozott nemességgel kegyetlenül éreztette szigorát.